# Campionati europei di atletica leggera indoor 2015 - Getto del peso femminile

## Podio
| Pos.    | Atleta               | Nazionalità | Misura  |
| ------- | -------------------- | ----------- | ------- |
| Oro     | Anita Márton         | Ungheria    | 19,23 m |
| Argento | Julija Leancjuk      | Bielorussia | 18,60 m |
| Bronzo  | Radoslava Mavrodieva | Bulgaria    | 17,83 m |

## Record
Prima di questa competizione, il record del mondo (RM), il record europeo (EU) ed il record dei campionati (RC) sono i seguenti:
| Record                | Prestazione | Atleta                            | Data                                                | Competizione        |
| --------------------- | ----------- | --------------------------------- | --------------------------------------------------- | ------------------- |
| Record mondiale       | 22,50 m     | Helena Fibingerová Cecoslovacchia | 19 febbraio 1977 Jablonec nad Nisou, Cecoslovacchia |                     |
| Record europeo        | 22,50 m     | Helena Fibingerová Cecoslovacchia | 19 febbraio 1977 Jablonec nad Nisou, Cecoslovacchia |                     |
| Record dei campionati | 21,46 m     | Helena Fibingerová Cecoslovacchia | 13 marzo 1977 San Sebastián, Spagna                 | Europei indoor 1977 |

## Programma
| Data         | Ora   | Turno          |
| ------------ | ----- | -------------- |
| 5 marzo 2015 | 16:30 | Qualificazioni |
| 7 marzo 2015 | 18:15 | Finale         |

## Risultati

### Qualificazioni
La qualificazione si è tenuta giovedì 5 marzo a partire dalle 16:30. Accedono alla finale le atlete che ottengono la misura di 17,85 metri (Q) o le prime 8 migliori misure (q).
| Pos. | Atleta                | Nazionalità | 1ª prova | 2ª prova | 3ª prova | Risultato | Note |
| ---- | --------------------- | ----------- | -------- | -------- | -------- | --------- | ---- |
| 1    | Anita Márton          | Ungheria    | 18,44 m  | -        | -        | 18,44 m   | Q    |
| 2    | Julija Leancjuk       | Bielorussia | 18,33 m  | -        | -        | 18,33 m   | Q    |
| 3    | Elena Abramčuk        | Bielorussia | x        | 17,80 m  | 17,78 m  | 17,80 m   | q    |
| 4    | Paulina Guba          | Polonia     | 17,02 m  | 17,73 m  | -        | 17,73 m   | q    |
| 5    | Úrsula Ruiz           | Spagna      | 17,44 m  | x        | x        | 17,44 m   | q    |
| 6    | Radoslava Mavrodieva  | Bulgaria    | x        | 17,06 m  | 17,18 m  | 17,18 m   | q    |
| 7    | Anastasiya Podolskaya | Russia      | 16,84 m  | 16,77 m  | 16,61 m  | 16,84 m   | q    |
| 8    | Denise Hinrichs       | Germania    | 16,39 m  | 16,67 m  | 16,78 m  | 16,78 m   | q    |
| 9    | Chiara Rosa           | Italia      | x        | 16,38 m  | 16,75 m  | 16,75 m   |      |
| 10   | Fanny Roos            | Svezia      | 16,45 m  | 16,61 m  | 16,49 m  | 16,61 m   |      |
| 11   | Lena Urbaniak         | Germania    | 15,83 m  | 16,49 m  | x        | 16,49 m   |      |
| 12   | Trine Mulbjerg        | Danimarca   | x        | 15,96 m  | x        | 15,96 m   |      |
| 13   | Jana Kárníková        | Rep. Ceca   | x        | 15,82 m  | 15,95 m  | 15,95 m   |      |
| 14   | Martina Hrašnová      | Slovacchia  | x        | x        | x        | nm        |      |
| -    | Kätlin Piirimäe       | Estonia     | dns      | dns      | dns      | dns       | dns  |

### Finale
La finale si è tenuta sabato 7 marzo 2015 alle ore 18:25.
| Pos.    | Atleta                | Nazionalità | 1ª prova | 2ª prova | 3ª prova | 4ª prova | 5ª prova | 6ª prova | Misura  | Note             |
| ------- | --------------------- | ----------- | -------- | -------- | -------- | -------- | -------- | -------- | ------- | ---------------- |
| Oro     | Anita Márton          | Ungheria    | 18,05 m  | 18,39 m  | 18,56 m  | 18,29 m  | 18,43 m  | 19,23 m  | 19,23 m | Record nazionale |
| Argento | Julija Leancjuk       | Bielorussia | 17,85 m  | 17,90 m  | 18,60 m  | x        | 18,43 m  | 18,47 m  | 18,60 m |                  |
| Bronzo  | Radoslava Mavrodieva  | Bulgaria    | 17,45 m  | 17,83 m  | x        | x        | 17,61 m  | 17,80 m  | 17,83 m |                  |
| 4       | Elena Abramčuk        | Bielorussia | 17,63 m  | x        | x        | x        | 17,53 m  | x        | 17,63 m |                  |
| 5       | Paulina Guba          | Polonia     | 16,95 m  | 17,05 m  | 17,47 m  | x        | x        | 17,03 m  | 17,47 m |                  |
| 6       | Denise Hinrichs       | Germania    | 16,82 m  | 17,35 m  | 16,94 m  | x        | 16,94 m  | 17,04 m  | 17,35 m |                  |
| 7       | Anastasiya Podolskaya | Russia      | 16,71 m  | 16,81 m  | x        | x        | x        | 16,42 m  | 16,81 m |                  |
| 8       | Úrsula Ruiz           | Spagna      | 16,02 m  | x        | x        | x        | 16,07 m  | x        | 16,07 m |                  |